# جوهرة القسم E
جوهرة القسم E أو جوهرة القسم اي (بالفلبينية: Ang Mutya ng Section E; إنجليزي: The Girl of Section E\The Jewel of Section E) مسلسل تلفزيوني كوميدي رومانسي فلبيني عن بلوغ سن الرشد. وهو مبني على ثلاثية كتب واتباد الأكثر مبيعًا للمؤلفة الفلبينية لارا فلوريس، والتي اشتهرت باسمها المستعار Eatmore2behappy. تم عرض المسلسل لأول مرة على Viva One في 3 يناير 2025.
المسلسل من بطولة أشتين أولفيجا في دور جاي جاي، وهو طالب في المدرسة الثانوية ينتقل إلى مدرسة القيمة العليا الدولية المرموقة (Higher Value International School). ومع ذلك، لدهشتها، تم إرسالها إلى القسم E، القسم الأدنى والأكثر جامحة في المدرسة. أولاد القسم E، وخاصة رئيس الفصل كيفر، مصممون على طرد زميلتهم الوحيدة من قسمهم، لكنها لن تسقط دون قتال.

## الخلفية و يطلق
المسلسل مستوحى من ثلاثية كتب واتباد (Wattpad) الشهيرة التي تحمل الاسم نفسه للمؤلفة الفلبينية لارا فلوريس، المعروفة باسمها المستعار Eatmore2behappy. يقال إن الثلاثية جمعت إجمالي 348 مليون قراءة، اعتبارًا من ديسمبر 2024. تم الكشف عن طاقم الممثلين لأول مرة في مؤتمر صحفي في نوفمبر 2024 في Viva Café، حيث لعب أشتين أولفيجا وأندريس موهلاش ورابين أنجيليس الأدوار الرئيسية.
ممثلو الجيل الجديد أندريه يلانا، تشارلز لو، فروست ساندوفال، كيجان دي جيسوس، إيثان ديفيد، كيرت ديلوس رييس، مارتن فينيجاس، نيك جالفيز، دانييل أونج، إيه جاي فيرير، سام شواف، مايكل كيث، كيوسو جينتو، يانيان دي جيسوس، ديريك أونج، وهارت رايان تم الإعلان أيضًا عن أعضاء فريق التمثيل في نوفمبر، إلى جانب كبار الممثلين يايو أجيلا، كاتيا سانتوس، نانيت إنفنتور، و لاندر فيرا بيريز. وعد المخرج ثيودور بوبورول محبي الكتب بأن موتيا سيظل مخلصًا لمصدر المادة. وأكدت المؤلفة فلوريس وعد بوبورول، وكشفت أن الإنتاج حصل على موافقتها قبل إجراء أي تغييرات مهمة على القصة. في 19 ديسمبر 2024، تم عرض المقطع الدعائي الرسمي للمسلسل لأول مرة في مؤتمر صحفي آخر. حصد المقطع الدعائي أكثر من مليوني مشاهدة في أقل من 24 ساعة، والذي ارتفع إلى سبعة ملايين بحلول 21 ديسمبر.
تم بث الحلقة الأولى من جوهرة القسم E في 3 يناير 2025. يتم عرض الحلقات الجديدة لأول مرة على خدمة البث المباشر Viva One كل يوم جمعة. ومن المقرر أن يستمر المسلسل لمدة 16 حلقة. المسلسل عبارة عن تعاون بين Viva One و Wattpad Webtoon Studios.

## الشخصيات
فريق التمثيل الرئيسي
- أندريس موهلاش في دور مارك كيفر واتسون
- أشتين أولفيجا في دور جاسبر جان "جاي جاي" فرنانديز ماريانو
- رابين أنجيليس في دور يوري هاناميتشي

الممثلون والممثلات المساندون
- أندريه يلانا في دور مايكل أريس فرنانديز
- قلب رايان في دور إيلا ديان هيون
- أنجيلا موجي بدور راكي سان دييغو
- سارة جو بدور فريا هيدالجو
- أكسل توريس في دور مايكل أنجيلو فرنانديز
- يايو أغيلا في دور جيما فرنانديز
- تشارلز لو في دور سينكو نيث ”سي-إن“ بيرالتا
- فروست ساندوفال في دور ديفيد ثيودور براسلتون
- كيجان دي جيسوس في دور سوبرمان "إيمان (eman)" أندرادا
- إيثان ديفيد في دور كاليكس رينير ريفيرا
- كيرت ديلوس رييس في دور جون فيليكس كولينز
- مارتن فينيجاس في دور دينزل كاستيلو
- نيك جالفيز في دور كيت هارينجتون
- دانييل أونج في دور مايو جيسون راموس
- أي جي فيرير في دور روري أبيجار
- سام شواف في دور إدريكس نايت بينيافلور
- مايكل كيث في دور إيرين دي لونا
- كيوسو جينتو في دور جوش فينايتس
- يايان دي جيسوس في دور درو ميركادو
- ديريك أونج في دور بلاستر مادريجال
- جي دي أكسي بدور بيرسي راي كولينز

طاقم الممثلين المتكرر
- نانيت إنفينتور في دور مالو فرنانديز
- لاندر فيرا بيريز في دور جاسبر "الصبي" ماريانو
- كاتيا سانتوس في دور جينا فرنانديز
- جانينا لوريلي في دور الدكتورة سيليست بيرالتا

## الحلقات
| القصة | الحلقات                | تاريخ العرض الأصلي |
| ----- | ---------------------- | ------------------ |
| 1     | «Welcome to Section E» | 3 يناير 2025       |
| 2     | «Special Order»        | 10 يناير 2025      |
| 3     | «Band-aid»             | 17 يناير 2025      |
| 4     | «After the Rain»       | 24 يناير 2025      |
| 5     | «Love Letters»         | 31 يناير 2025      |
| 6     | «Frame-up»             | 7 فبراير 2025      |
| 7     | «Superhero»            | 14 فبراير 2025     |
| 8     | «The Suitor»           | 21 فبراير 2025     |
| 9     | «Positive»             | 28 فبراير 2025     |
| 10    | «The Rescue»           | 7 مارس 2025        |